# Romanzo esistenzialista italiano
Il romanzo esistenzialista italiano è un genere letterario sviluppatosi in Italia a partire, indicativamente, dal 1904 e caratterizzato da forti influenze da parte dell'omonima corrente filosofica dell'Esistenzialismo.

## Contesto
Lo scenario storico in cui il romanzo esistenzialista italiano ebbe origine fu estremamente complesso e multiforme, contraddistinto da una continua e rapida evoluzione scientifica e filosofica, in particolar modo in ambito europeo. Tra la fine dell'Ottocento e l'inizio del Novecento si susseguirono figure di numerosi intellettuali, i quali contribuirono alla nascita della cosiddetta “età dell'incertezza”, in evidente opposizione alla precedente corrente di pensiero del Positivismo e alla sua fiducia nel progresso, e a una profonda “crisi dell'oggettività”. Le antiche convinzioni furono spazzate via da una nuova prospettiva spirituale e intellettuale di una realtà ben più complessa di quella fenomenologica, ovvero di quella che appare allo sguardo di un osservatore.
In tale senso furono fondamentali le scoperte di carattere scientifico di Albert Einstein e di Henri Bergson. Rispettivamente noti per la teoria della relatività, divulgata nel 1905, attraverso la quale si dimostrò la natura relativa di discipline quali la matematica e la geometria, considerate da sempre discipline coerenti e rigorose. In seguito la determinante distinzione realizzata da Bergson fra tempo fisico, formato da istanti tutti uguali, dunque “quantitativo, omogeneo e reversibile”, e tempo soggettivo, o più precisamente, durata, che rappresenta il tempo della coscienza ed è quindi “qualitativo, eterogeneo e irreversibile”.
Inoltre gli approfonditi studi psicanalitici di Sigmund Freud, esposti in opere quali L'interpretazione dei sogni, datata 1899, e Il disagio della civiltà, pubblicato nel 1929, furono accompagnati dalla rivoluzionaria scoperta dell'inconscio, il quale influenza l'agire dell'individuo e ne incrementa la complessità.
In aggiunta, in tale delicato momento di transizione ideologica e culturale, incarnò un ruolo di rilevante considerazione il pensiero del filosofo tedesco Friedrich Nietzsche, che attraverso la propria azione demistificatoria mirò a distruggere i valori infondati e la morale perbenista della classe borghese.
In conclusione, tuttavia, ciò che risultò realmente decisivo per la necessità di utilizzare la letteratura come strumento di denuncia di una crisi epocale e generazionale fu, in un primo momento, lo scoppio del Primo conflitto mondiale, nonché la pungente delusione del popolo italiano per la presunta vittoria mutilata. Successivamente, la Seconda guerra mondiale, contraddistinta dalla nascita e affermazione del regime fascista in Italia. Tali avvenimenti imposero ai letterati l'esigenza di porre in primo piano lo studio dell'uomo, dell'Io, e il suo tormentato rapporto con il Tempo e la Storia.

## Precursori
Nell'Italia del primo Novecento, proprio come nel resto d'Europa, il romanzo si rivela protagonista di una radicale crisi. La forma e i contenuti che esso possedeva nel secolo precedente, l'Ottocento, iniziano a risultare insufficienti per la rappresentazione di una realtà variegata ed eterogenea quale è quella di inizio secolo. Ciò non passò inosservato agli intellettuali appartenenti al panorama letterario dell'epoca e favorì la genesi di numerosi movimenti d'avanguardia, come il Futurismo: essi avviarono una vera e propria azione di rovesciamento e stravolgimento della forma tradizionale.
La nuova tipologia letteraria a guadagnare maggiore successo e visibilità è l'antiromanzo, o romanzo di de-formazione in quanto nega la visione precedentemente diffusa di una possibile evoluzione, di un accrescimento nel protagonista durante il corso della narrazione: simile fu l'ispirazione delle prime opere italiane di natura esistenzialista.
Tendenzialmente si è soliti identificare come primo romanzo esistenzialista italiano Il fu Mattia Pascal dello scrittore siciliano Luigi Pirandello, datato 1904. Questo modello, tuttavia, subirà molteplici alterazioni, sia tematiche sia stilistiche, da parte dei vari autori durante l'intero svolgimento del secolo. La vicenda del protagonista, Mattia Pascal, è estremamente esemplare, dal momento che contiene al suo interno quelli che saranno i maggiori punti di riflessione e analisi da parte degli scrittori successivi. L'ossessiva ricerca di Mattia Pascal della propria identità non è che un forte segno di denuncia sia esistenziale, poiché gli avvenimenti della vita sono percepiti come dominati dalla sola forza cieca del Caos, sia sociale, di una civiltà prossima al declino, afflitta da una insanabile incomunicabilità e inautenticità dei rapporti.
In seguito alla produzione di Pirandello, per lo sviluppo di questa corrente letteraria italiana ricoprì un ruolo cruciale il noto autore triestino Italo Svevo, attraverso gli unici tre romanzi da lui pubblicati: rispettivamente Una vita, Senilità, e infine la sua più celebre opera, La coscienza di Zeno, datata 1923. Infatti le figure dei protagonisti descritti nei romanzi di Svevo costituiranno per gli esistenzialisti un prototipo ideale dell'inetto per eccellenza: uomini incapaci di agire nell'incessante lotta per la sopravvivenza, di conseguenza incapaci di vivere, vittime delle loro perenni incertezze e tormentati dalla “malattia della volontà”.
Oltretutto l'autore arricchirà la propria produzione letteraria attraverso una contaminazione del romanzo con la psicanalisi freudiana, tecnica che si rivelerà ricorrente nella prosecuzione del movimento esistenzialista. Essa offrirà l'opportunità di rivolgere uno sguardo più ampio nell'interiorità dei personaggi creati e porterà a totale compimento la realizzazione di una struttura innovativa e complessa, dal contenuto accentuato da una radicata visione pessimista dell'uomo e del suo avvenire.

## Influenze
A partire dagli anni cinquanta del Novecento, nel romanzo esistenzialista italiano si rese manifesta una intensa influenza di tematiche, contenuti e riferimenti a specifici pensieri, appartenenti a singoli filosofi, scrittori e poeti, in certi casi ben distanti dall'epoca contemporanea. A cominciare dalla figura centrale del filosofo danese Søren Kierkegaard, considerato il fondatore della corrente filosofica dell'Esistenzialismo. I suoi interrogativi, espressi nelle sue più celebri opere, Aut Aut e Diario del seduttore, pubblicate nella prima metà dell'Ottocento, furono ricuperati e riproposti in seguito a una rilettura nel nuovo contesto storico dell'epoca. Ne fu una evidente dimostrazione il romanzo Paolo il caldo, datato 1955, di Vitaliano Brancati: a imitazione del seduttore di Kierkegaard, con l'aggiunta di un'amara constatazione esistenziale da parte del protagonista riguardo al proprio irreparabile conflitto interiore fra passioni e ragione, che lo condurrà inesorabilmente verso la follia.
Inoltre fu dedicata particolare considerazione ad Arthur Schopenhauer e Giacomo Leopardi, il cui pensiero, in linea generale, condivide molteplici aspetti comuni, benché siano stati maggiormente utilizzati diversi pilastri tematici della loro meditazione. La concezione di Leopardi di una natura matrigna, ingannatrice e indifferente al dolore umano rivestirà un ruolo centrale nella produzione di Cesare Pavese e in particolare ne Il gattopardo di Giuseppe Tomasi di Lampedusa. Di Arthur Schopenhauer, invece, furono notevolmente apprezzate la prospettiva sulla vita umana, dominata da una Volontà impetuosa e distruttiva, intesa come eterna oscillazione fra dolore e noia e la visione profondamente cinica delle relazioni umane, in particolar modo del sentimento d'amore, ritenuto sopravvalutato e finalizzato alla semplice procreazione.
Infatti la percezione del sentimento amoroso nell'arco della produzione esistenzialista italiana si caricherà di una nuova sensibilità, approssimativamente comparabile alla concezione che ne possedeva Blaise Pascal. L'amore inteso come un divertissement: un vuoto e illusorio passatempo di cui l'uomo si avvale per sfuggire al peso intollerabile di miseria e sofferenza causato dalla vita, dalla solitudine, nonché dal timore della morte. Ne è espressione Tomasi di Lampedusa nella descrizione del legame sentimentale che unisce i due giovani Tancredi e Angelica ne Il gattopardo.
Ugualmente subì una simile trasformazione il rapporto uomo-Dio, che si dimostrerà fortemente tormentato negli intellettuali e negli scrittori a seguito degli avvenimenti di inaudita violenza perpetuatisi nel Novecento. Molti, in tale ambito, assunsero posizioni affini a quella del filosofo tedesco Ludwig Feuerbach. Non è più Dio ad aver creato l'uomo, bensì il contrario, in quanto è Dio a essere stato ideato dall'uomo, proiettando nella sua figura caratteristiche che un singolo individuo non possiede, ma che sono proprie dell'intera collettività umana, intesa come tale. Ne è testimonianza il romanzo Il giorno del giudizio, pubblicato nel 1977 da Salvatore Satta.
In aggiunta, in ambito filosofico, risulterà determinante l'operato di Martin Heidegger nel celebre saggio Essere e tempo, pubblicato nel 1927. Specialmente due aspetti della sua analisi rappresenteranno un punto primario ed essenziale per gli esistenzialisti italiani, ossia l'essere-nel-mondo e l'essere-per-la-morte. L'essere-nel-mondo, o in-essere, è descritto dal filosofo come una relazione diretta tra Esserci, termine usato da Heidegger “per designare l'uomo, o meglio il modo di essere dell'uomo”, e Mondo, una partecipazione attiva dell'uomo all'interno di esso. Al contrario, i protagonisti inetti del genere esistenzialista proveranno un costante senso di straniamento e lontananza dalla realtà e dal Mondo, con cui avranno non trascurabili difficoltà a relazionarsi. L'essere-per-la-morte, invece, equivale a un invito alla presa di coscienza nei confronti della limitatezza dell'Esserci, il quale è inevitabilmente destinato al disfacimento e al nulla. Tale condizione non deve essere vissuta con angoscia, ma attraverso una lucida consapevolezza, la quale, tuttavia, sarà totalmente assente nei personaggi della corrente letteraria esistenzialista.

## Caratteristiche
È possibile individuare delle caratteristiche comuni e peculiari alla maggior parte dei testi appartenenti al movimento letterario esistenzialista italiano.

### Struttura
Proprio come i precursori Luigi Pirandello e Italo Svevo intrapresero la direzione di una struttura dell'opera più complessa e innovativa, poco tradizionale, analogamente operarono i successori. Infatti la struttura stessa del romanzo, che fino a poco prima possedeva una forma razionalmente rigida, si converte in componente flessibile. Un ulteriore strumento in mano all'autore per comunicare la sua visione disincantata e spesso tragica di una realtà inspiegabile e priva di senso, figlia del Caos cosmico, che strazia l'uomo, poiché è causa continua di domande e interrogativi irrisolvibili.
A tal proposito è rilevante il romanzo di Carlo Emilio Gadda, Quer pasticciaccio brutto di via Merulana, rilasciato come volume nel 1957. In questo caso la struttura di un giallo, in quanto il protagonista è un poliziotto incaricato di indagare su un omicidio, si fonde con quella del romanzo esistenzialista. Il risultato, in ultima analisi, è un'opera che si rende immagine del disordine, componente dominante della realtà, metaforicamente espresso anche attraverso il pastiche linguistico. La sovrapposizione di numerosi registri del linguaggio raffigura la “babele linguistica e confusa di una società da sbeffeggiare” e dimostra l'assurdità della ricerca della verità.

### Personaggi
Il concreto tratto distintivo della corrente esistenzialista, tuttavia, è la tipologia di personaggio che usualmente si trova ad essere protagonista della narrazione. Esso infatti, sia nel genere maschile che femminile, è un inetto afflitto sistematicamente da sensazioni di noia, tedio esistenziale, solitudine, angoscia per l'avvenire, “da una vocazione alla rinunzia, alla fuga, alla passività”. In particolare esso è oppresso dall'incapacità di relazionarsi con gli altri individui e la realtà, percepita come una prigione senza alcuna via di fuga e come causa di costante malessere, sul modello di La nausea di Jean-Paul Sartre e dell'opera Lo straniero di Albert Camus.
Frequentemente tale figura assume una simile condotta in seguito a un avvenimento tragico, un trauma personale, che la avvinghia indissolubilmente al passato e ne ostacola il superamento: è il caso del protagonista del romanzo Diceria dell'untore di Gesualdo Bufalino, datato 1981, e al contempo di Sostiene Pereira, pubblicato nel 1994 da Antonio Tabucchi. Pereira, giornalista portoghese, si rivela incapace di accettare ed elaborare la perdita della amata moglie, giungendo alla più totale negazione della realtà e comunicando con il ritratto della defunta come se fosse ancora in vita. Il giovane protagonista di Diceria dell'untore, invece, muta radicalmente in seguito all'incontro molto ravvicinato con la morte in sanatorio, dove si trovava per guarire dalla grave consunzione di cui era vittima.

### Temi
Le tematiche adottate furono diverse: in primo luogo, negli anni immediatamente successivi alla conclusione del Secondo conflitto mondiale e del crollo del regime fascista, ebbe ampia diffusione la matrice resistenziale, in cui si narra della Resistenza italiana. Essa si intinge di una significativa componente esistenziale e amara riflessione in merito alla figura umana durante il periodo di inaudita violenza e spargimento di sangue della guerra, come dimostra La casa in collina, pubblicata nel 1948, di Cesare Pavese. Inoltre la guerra appena giunta al termine non rappresentò un'ispirazione limitata alla esclusiva produzione resistenziale. Al contrario, essa si delineò come insostituibile principio di meditazione per l'intera seconda metà del Novecento, sebbene con differenti e molteplici risvolti, con conseguenze più o meno dirette nelle esistenze dei personaggi da parte dell'ingombrante figura del conflitto.
Infatti, da un lato, Stefano D'Arrigo, attraverso l'opera Horcynus Orca, nel 1975 descrive il ripiegamento nell'interiorità del protagonista adolescente 'Ndrja. Di ritorno nella sua terra d'origine, dopo aver combattuto per anni nell'esercito, è vittima dell'irrealizzabile desiderio di regressione alla fanciullezza, all'infanzia. Evidente e non unico riferimento alla poetica di Giovanni Pascoli, 'Ndrja si convince di poter recuperare i vecchi affetti e le false illusioni, distrutte dalla nuova consapevolezza acquisita sul fronte.
Dall'altro lato Giorgio Bassani ritrae un minuzioso affresco di personaggi accomunati dall'esclusione ai margini della società e da un destino fatalmente funesto. Il tema dell'esclusione e della solitudine è di importanza centrale in tale corrente. Esso, infatti, costituisce la condanna a cui è sottoposto colui che si estranea volontariamente o meno dal resto della massa, incosciente e omologata. È il caso di alcuni dei suoi più celebri componimenti come Gli occhiali d'oro, il cui protagonista è un ebreo omosessuale che, in conclusione del romanzo, attuerà il proprio suicidio, e Il giardino dei Finzi-Contini, una ricca famiglia ebrea che troverà la propria fine in seguito alla deportazione in un campo di concentramento.
Peraltro, nella maggioranza delle opere, si designerà come denominatore comune il senso di attesa sospesa a cui è legata pressoché l'intera esistenza, come testimoniato da Dino Buzzati ne Il deserto dei Tartari.
Un ulteriore spunto di acra considerazione fu la classe borghese, fonte di continue contraddizioni e ipocrisie, nonché di falsi valori e di vuote e monotone consuetudini. Perciò il romanzo esistenzialista italiano si arricchì di una nuova componente, quella della denuncia sociale, perpetuata da autori quali Alberto Moravia e Leonardo Sciascia. In particolare quest'ultimo è stato esponente di un radicale impegno civile.
Lo scrittore romano Alberto Moravia si scagliò molto duramente contro la classe media borghese fin dall'inizio della sua carriera, a partire dalla sua prima opera di grande successo, Gli indifferenti, pubblicata nel 1929, e in seguito con La noia, datata 1960.
Sciascia, invece, si occuperà prettamente di analizzare il piano politico-ideologico e denunciare i meccanismi corrotti del potere in Italia, per esempio quello della Mafia ne Il giorno della civetta. In uno degli ultimi e più celebri testi da lui pubblicati, Il cavaliere e la morte, giungerà ad annunciare in modo esemplare, attraverso una pungente analogia, che come il protagonista, Vice, è colpito da una grave malattia mortale ugualmente la civiltà di cui egli si rende portavoce è corrosa da un morbo altrettanto fatale.

### Stile
Dal punto di vista stilistico il gusto predominante è caratterizzato dall'utilizzo di tecniche narrative assimilabili ad alcuni procedimenti psicanalitici, come le associazioni e il flusso di coscienza, largamente impiegato da James Joyce nella stesura dell'Ulisse. Infatti la nuova sensibilità di cui gli autori della corrente esistenzialista italiana si rendono portatori esige di essere espressa attraverso uno sperimentalismo estremo: ironia, assurdo e grottesco rappresenteranno le componenti più feconde e proficue.
L'ironia, spesso tendente al sarcasmo, definisce l'approccio disincantato e disilluso con cui gli autori comunicano la propria pessimistica visione di scacco esistenziale dell'uomo, di fronte a una civiltà malata, prossima al fallimento. In tal senso è lampante il romanzo Il marchese del Grillo di Luca Desiato, in cui attraverso un paradossale rovesciamento si ha nel protagonista e “nella sua gaudente e trimalcionesca concezione dell'esistenza, il disperato tentativo di esorcizzare la presenza opprimente della morte”.
Immancabilmente, insieme alla costante presenza della morte, si manifestano “atmosfere deliranti, kafkiane, lugubri e luttuose” per accentuare e sottolineare la caducità, la labilità di tutto ciò che è terreno e che è inevitabilmente destinato a perire.
In conclusione l'attrazione da parte degli esistenzialisti verso l'assurdo è derivante e influenzata, in parte, dalle illustri opere teatrali del teatro dell'assurdo, fra cui Aspettando Godot di Samuel Beckett, sebbene, in realtà, essa sia finalizzata a rispecchiare la condizione di vacua insensatezza e lacerante follia in cui è irrimediabilmente immerso l'uomo.